# Rachid Hachichi

Rachid Hachichi est un chef d'entreprise algérien. Il est l'actuel président-directeur général du groupe Sonatrach depuis octobre 2023.  

## Biographie
Il est le PDG de la Sonatrach entre avril et novembre 2019, en remplacement d’Abdelmoumen Ould Kaddour.
En octobre 2023, Il est renommé à ce poste par Abdelmadjid Tebboune. Il remplace alors Toufik Hakkar.